# إلينور جوزف
إلينور جوزف (بالعبرية: אלינור ג'וזף‏)؛ من مواليد 1991 بالجش في إسرائيل) هي جندي  فلسطينية إسرائيلية خدمت في كتيبة كاراكال في الجيش الإسرائيلي منذ عام 2010. هي أول امرأة فلسطينية على الإطلاق تخدم في دور قتالي في الجيش الإسرائيلي.

## الخلفية
ولدت جوزف لعائلة مسيحية من قرية الجش (غوش هالاف) في شمال إسرائيل. والداها شربل ووردة جوزف وأختها الكبرى لورين. خدم شربل في لواء المظليين الإسرائيلي. انتقلت عائلة جوزف إلى حي العرب في وادي النسناس في حيفا عندما كانت إلينور صغيرة.

## الخدمة العسكرية

### التجنيد والتدريب
عندما تخرجت إلينور من المدرسة الثانوية، شجعها والدها على الالتحاق بالجيش الإسرائيلي. مع أنها عارضت الفكرة في البداية، إلا أنها استغلت الفكرة تدريجيًا وقد زرع هذا طموحها للعمل كطبيبة قتالية ولكن عند وصولها إلى قاعدة التجنيد، أُبلغت بأنها رُسِمت بالفعل للعمل كاتبة مكتب. رفضت إلينور بخيبة أمل شديدة أن يتم نقلها إلى قاعدة جديدة، حتى تم ترتيب لقاء بينها وبين عقيد من القيادة الشمالية بعد عدة أيام. لقد قدم الكولونيل لإلينور عرضًا فريدًا: الخضوع لتدريب أساسي منتظم، وشريطة أن يتم اختيارها كمتدرب متميزة، حتى تتابع دورة تدريب الطبيب.
وافقت إلينور. لقد أكملت التدريب الأساسي، وكانت المتدرب المتميز في فصيلتها، ثم انتقلت بعد ذلك إلى الدورة التدريبية للمسعف. وفي مقابلة مع غادي سوكنيك من القناة الثانية الإسرائيلية، وصفت إلينور الدورة بأنها «واحدة من أكثر التجارب المدهشة التي مررت بها على الإطلاق». وفي حفل الانتهاء، ونظرًا لكونها طالبة بارزة، منحها قائدها دبوس الطبيب الخاص بها.

### رحلات عمل
بعد أن أتمت دورة المسعف بنجاح، تمركزت إلينور جوزيف في قاعدة للشرطة العسكرية بالقرب من مدينة قلقيلية الفلسطينية. في مقابلة مع تشين كوتاس بار من صحيفة معاريف، روت إلينور كيف كان الجنود هناك يستدعونها كلما ظهرت مشكلة مع السكان المحليين وكانت هناك حاجة إلى مترجم. كانت لديها بعض الهواجس بشأن الخدمة في معبر حدودي، لكنها في تلك اللحظات تذكر نفسها بصواريخ الكاتيوشا التي أمطرت على حيفا. وقالت لروتم كارو وايزمان من وحدة المتحدث باسم الجيش الإسرائيلي: «إذا أخبرني أحدهم أن الخدمة في الجيش الإسرائيلي تعني قتل العرب، فأنا أذكرهم أن العرب يقتلون العرب أيضًا».
استجابةً لطلب نقل قدمته إلينور، تم نقلها في عام 2010 إلى كتيبة كاراكال، التي تعمل في النقب الغربي على طول حدود إسرائيل مع مصر. بذلك أصبحت أول امرأة فلسطينية تخدم في الجيش الإسرائيلي في دور قتالي.

### ردود الأفعال
وصفت إلينور جوزف ردود أفعال أصدقائها وجيرانها بأنها متباينة. في حين أنها لم تواجه أي عداء صريح، فإن التجول في الحي الذي تقطن فيه بالزي العسكري الإسرائيلي لفت نظرات متقاطعة من بعض المارة. أنهى بعض أصدقاء إلينور الاتصال بها، بينما طورت علاقة أوثق مع آخرين.
رفض الصحفي الفلسطيني الإسرائيلي سليمان الشافي أن تكون إلينور جوزيف أول امرأة فلسطينية تخدم في دور قتالي في الجيش الإسرائيلي. في رأيه، من الأصح وصفها بأنها أول من فعل ذلك علنًا وليس سرًا كغيرها.

## روابط خارجية
- قوات الدفاع الإسرائيلية